# 多重線型形式
数学、より具体的には抽象代数学と多重線型代数において、多重線型形式（たじゅうせんけいけいしき、英: multilinear form）とは、複数のベクトルを変数とするスカラー値の函数であって、どの変数に関しても（ほかの変数を止めて）線型写像となっているようなものを言う。多重線型形式はテンソルの定式化において重要である。
多重線型形式（特に交代形式）重要な例として、行列式と微分形式が挙げられる。

## 定義
V を体 K 上のベクトル空間とし、Vk ≔ V × ⋯ × V は V の k 個の直積とする。V 上 k-変数の函数 {\displaystyle f\colon V^{k}\to K} が k-重線型または k-線型であるとは、各変数 xi に対して {\displaystyle f(x_{1},\dotsc ,c\cdot x_{i},\dotsc ,x_{n})=c\cdot f(x_{1},\dotsc ,x_{i},\dotsc ,x_{n})} および {\displaystyle f(x_{1},\dotsc ,x_{i}+x_{i}',\dotsc ,x_{n})=f(x_{1},\dotsc ,x_{i},\dotsc ,x_{n})+f(x_{1},\dotsc ,x_{i}',\dotsc ,x_{n})} を満たすときに言う。k を特に指定しないとき、多重線型形式と総称する。
V 上の k-重線型形式全体の成す空間 Lk(V) は通常の和とスカラー倍に関してベクトル空間を成す。このベクトル空間は k-階共変テンソルの空間 Tk(V) = V* ⊗ ⋯ ⊗ V*（V* は V の双対空間で、⊗ はベクトル空間のテンソル積）に自然同型であり、その意味で k-重線型形式を k-階共変テンソルと看做すことができる。

## テンソル積
k-重線型形式全体の成す空間 Lk(V) は点ごとの積に関しては閉じていないが、f ∈ Lk(V), g ∈ Ll(V) の点ごとの積: {\displaystyle (f\otimes g)(v_{1},\ldots ,v_{k},v_{k+1},\ldots ,v_{k+l}):=f(v_{1},\ldots ,v_{k})g(v_{k+1},\ldots ,v_{k+l})} は (k + l)-重線型形式となる（これを f と g とのテンソル積と呼ぶ）。したがって Lk(V) ⊗ Ll(V) ⊂ Lk+l(V) であり、無限直和 {\textstyle \bigoplus _{k}L_{k}(V)} はこの積に関して閉じていて、次数付き多元環として共変テンソル代数との自然な同型 {\textstyle \bigoplus _{k}L_{k}(V)\cong T_{\bullet }(V)} がある。
このように定義された多重線型形式のテンソル積は可換でない。しかしテンソル積は結合的かつ双線型な乗法を与えている。

## 例
- k = 2, すなわち変数が2つだけのときは、f を双線型形式と呼ぶ。
- 重要なタイプの多重線型形式として、交代多重線型形式 (alternating multilinear form) —交代性: 2つの引数が同じときに消える {\displaystyle f(\dots ,x,\dots ,x,\dots )=0} という追加の性質[注 1]を持つもの—がある。V 上の k-重線型交代形式の全体 Ak(V) は、V* の k-次外冪 ⋀k(V*)に同型であり、交代多重線型形式は多重余ベクトル (multi-covector) に対応する。
- 微分形式は多様体上の共変テンソル場であり、多様体の各点 p において p における接空間上の交代多重線型形式を与える。

## 注